# William Dyce
Pour les articles homonymes, voir Dyce.
William Dyce est un peintre et enseignant britannique né à Aberdeen le 19 septembre 1806 et mort à Streatham le 14 février 1864.

## Biographie
William Dyce est né le 19 septembre 1806 au 48, Marischal Street à Aberdeen, fils du docteur William Dyce (1770-1835) et de Margaret Chalmers (1776-1856). Son oncle est le général Alexander Dyce (mort en 1834) et son frère aîné est le professeur Robert Dyce.
Après des études au Marischal College, Dyce montre une aptitude pour le dessin et commence sa formation artistique dans les écoles de la Royal Academy d'Édimbourg et de Londres. Il effectue son premier voyage à Rome en 1825 et y étudie les œuvres de Titien et de Poussin. Il revient à Aberdeen après neuf mois et peint plusieurs tableaux, dont Bacchus soigné par les Nymphes de Nysa, exposé en 1827. Il retourne à Rome en 1827, cette fois pour un an et demi, et semble y avoir fait la connaissance du peintre nazaréen allemand Friedrich Overbeck, qui admire la Vierge à l'Enfant de Dyce. Après ces voyages, Dyce s'installe pendant plusieurs années à Édimbourg. D'abord portraitiste, il se tourne vers des sujets mythologiques et religieux.
En 1835, il est élu associé de la Royal Scottish Academy, puis en est nommé membre honoraire, honneur auquel il renoncera en s'installant à Londres.
En 1837, William Dyce est enseignant à la School of Design d'Édimbourg, puis est invité à Londres, où il s'installe par la suite, pour diriger la nouvelle Government School of Design, qui deviendra plus tard le Royal College of Art. Avant d'occuper ce poste en 1838, lui et un collègue ont été envoyés en France et en Allemagne pour y enquêter sur l'enseignement artistique et préparer un rapport. Il quitte l'école en 1843 pour mieux se consacrer à son art, mais reste membre du Conseil de l'école.
En 1844, après avoir été nommé professeur des beaux-arts au King's College de Londres, il prononce une importante conférence, La théorie des beaux-arts. En 1844, il devint associé, puis le 10 février 1848 membre à part entière, de la Royal Academy de Londres. Il est également membre de l'Académie des Beaux-Arts de Pennsylvanie à Philadelphie.
Dyce est l'artiste écossais le plus associé aux préraphaélites. Il se lie d'amitié avec les jeunes préraphaélites de Londres et présente leur travail à l'influent critique d'art John Ruskin. Ses œuvres tardives, comme David dans le désert (vers 1860), sont inspirées par ce mouvement.
William Dyce meurt le 14 février 1864 à Streatham, où il est inhumé dans le cimetière de l'église St Leonards.

## Œuvres
- Titian preparing to make his first essay in colouring, exposé à la Royal Academy en 1857[2].

Œuvres de William Dyce
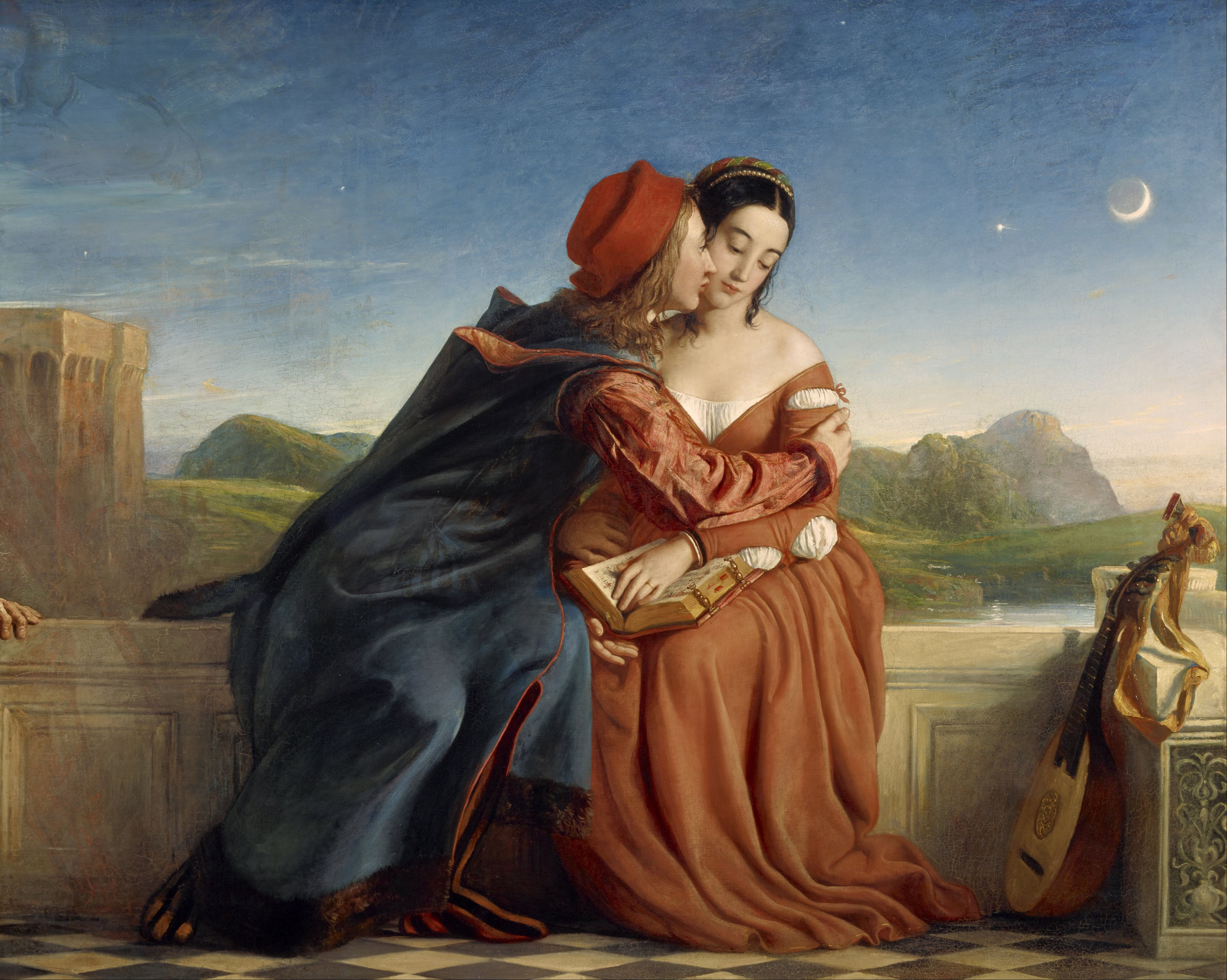
Francesca da Rimini (1837), Édimbourg, Galerie nationale d'Écosse.
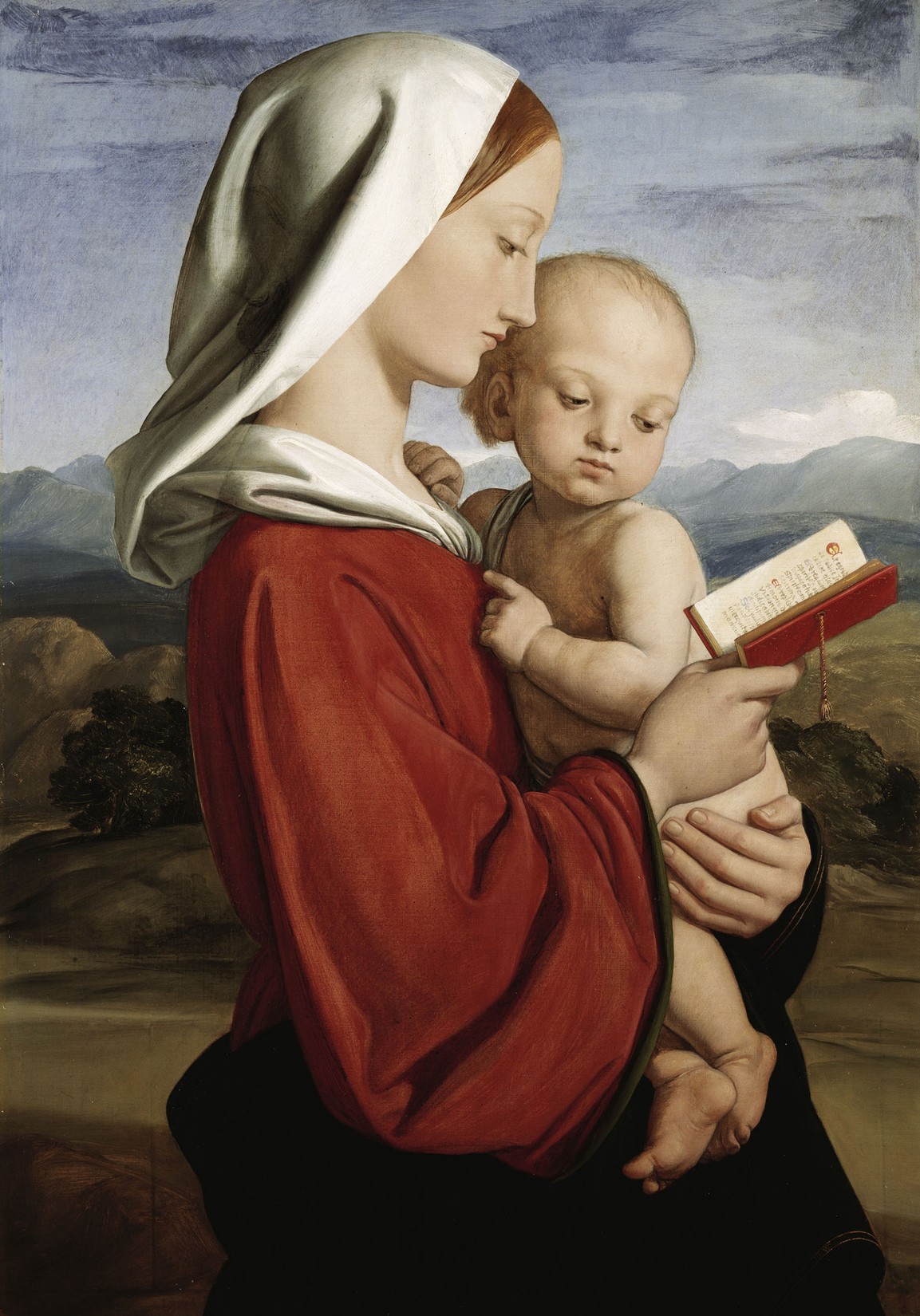
Vierge à l'Enfant (1845), Royal Collection.
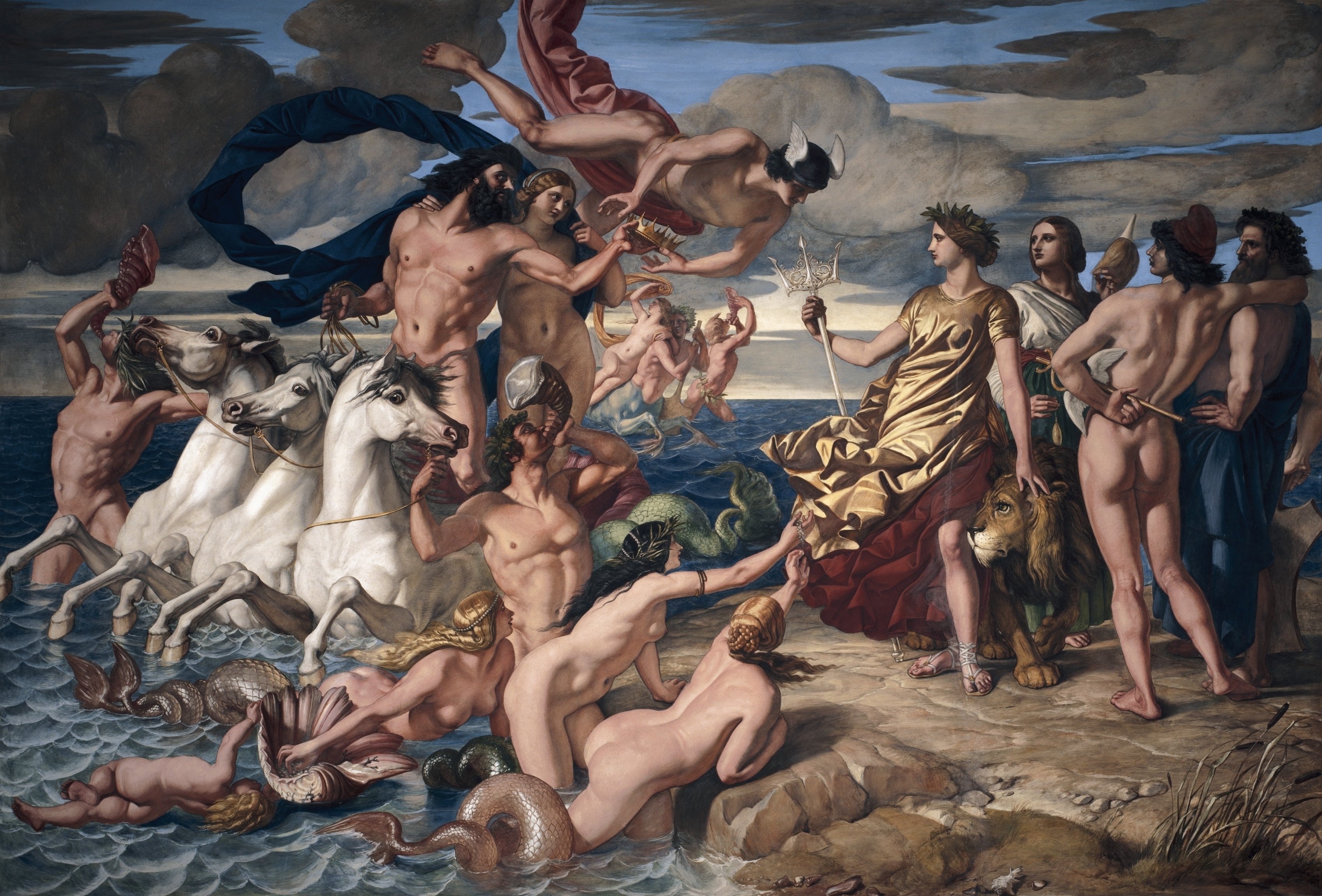
Neptune concédant à Britannia l'empire de la mer (1847), Cowes, Osborne House.
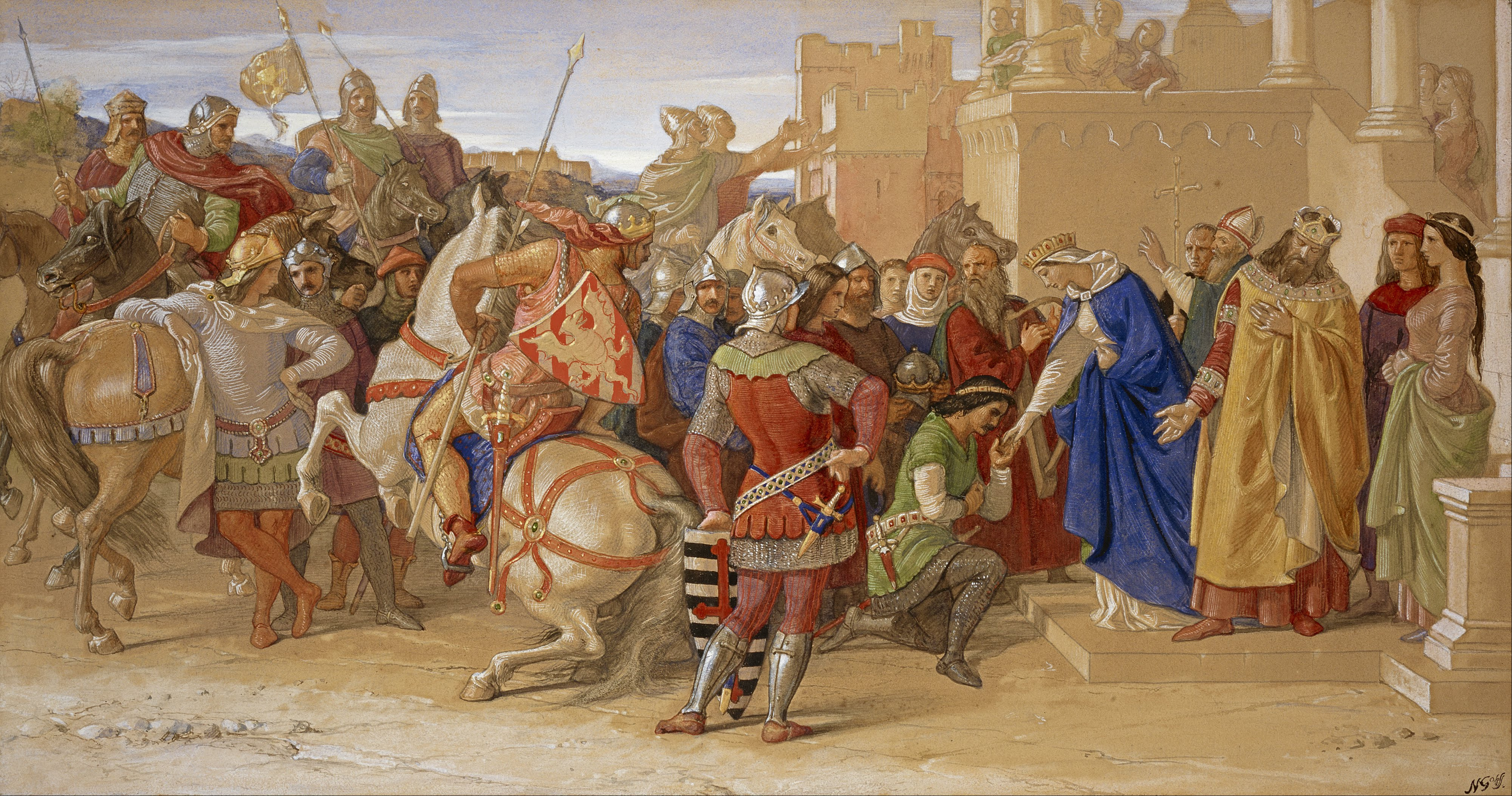
Les Chevaliers de la Table ronde sur le point de partir en quête du saint Graal (1849), Édimbourg, Galerie nationale d'Écosse.
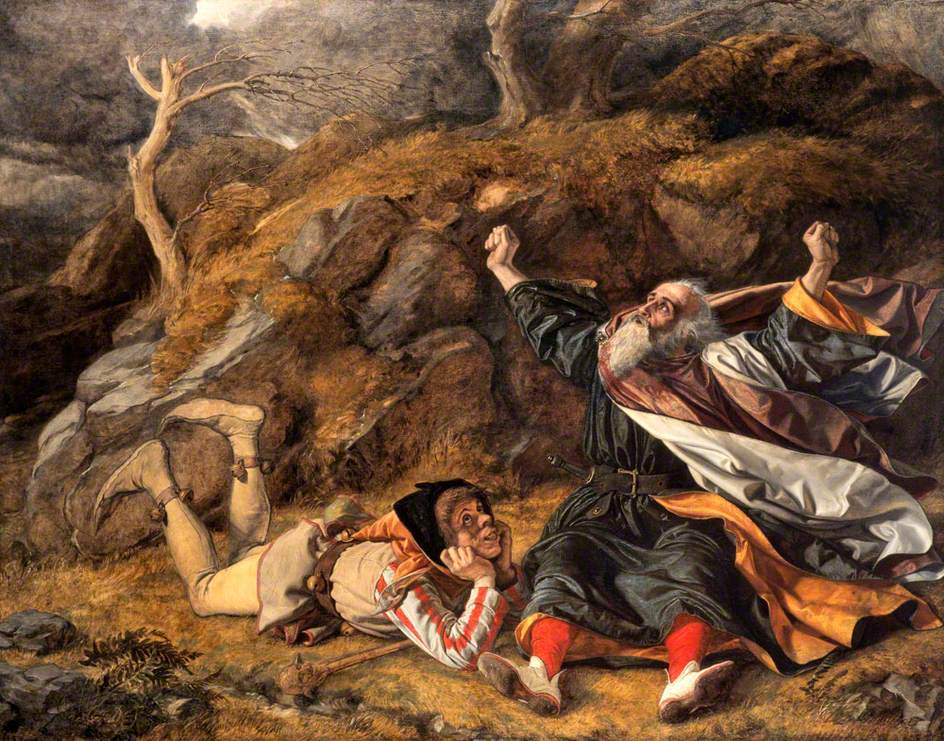
Le Roi Lear et le fou dans la tempête (vers 1851), Édimbourg, Galerie nationale d'Écosse.
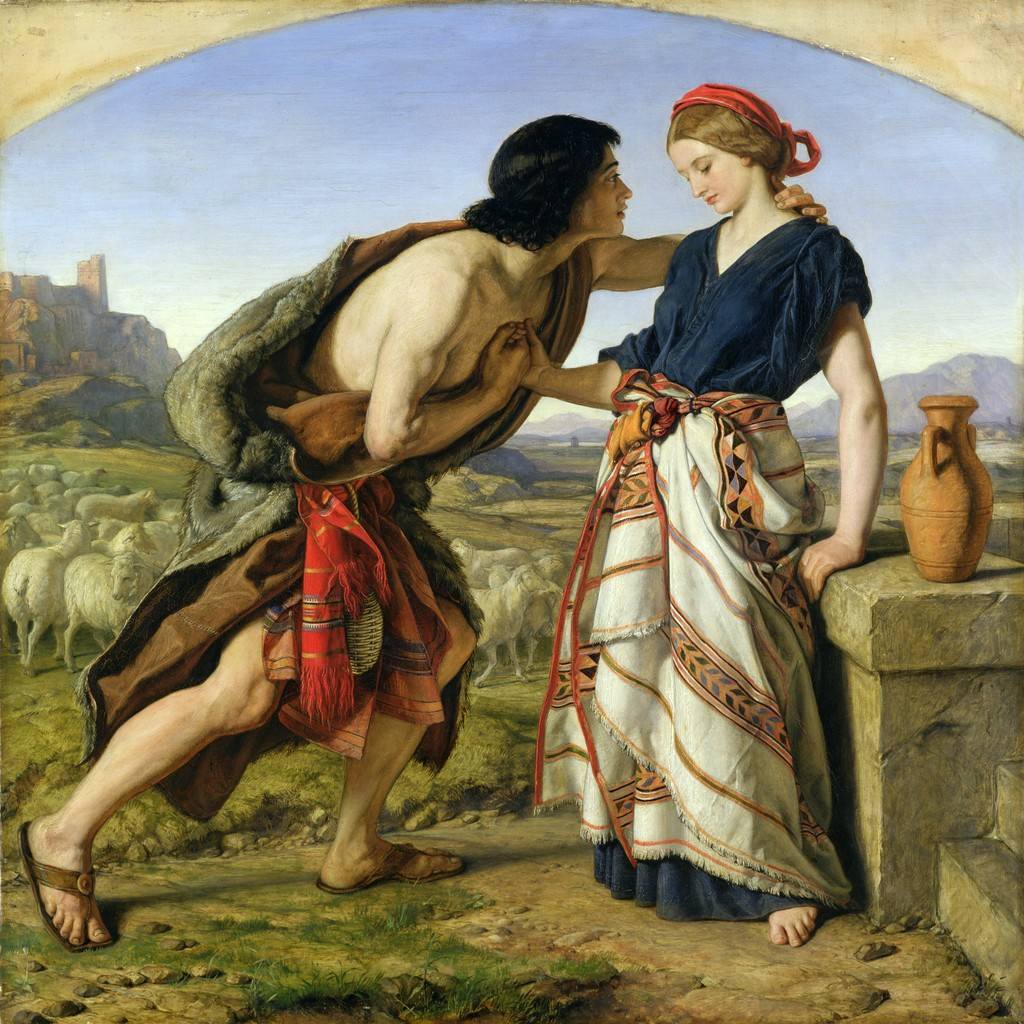
La Rencontre de Jacob et Rachel (1853), Leicester, New Walk Museum and Art Gallery.
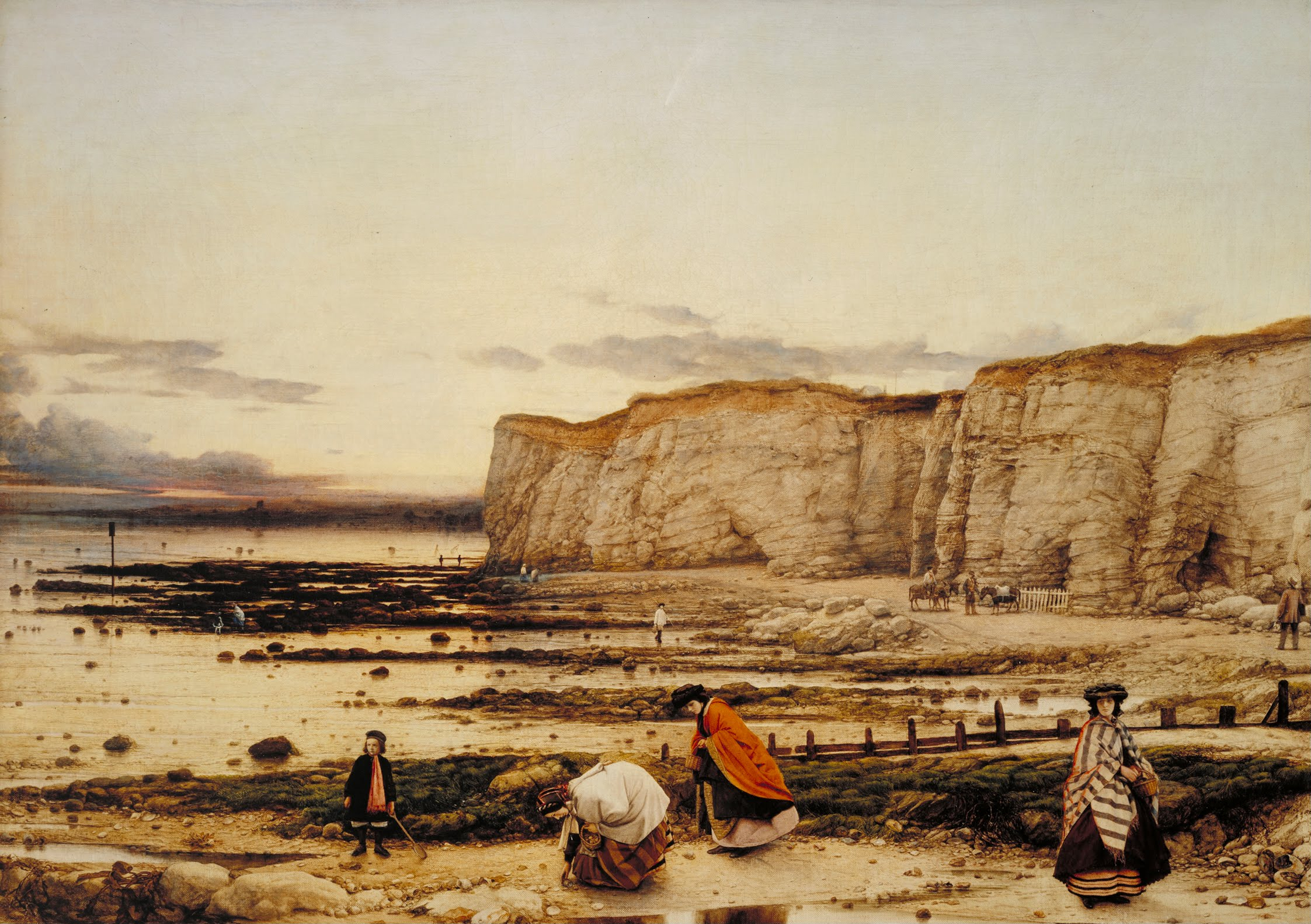
Pegwell Bay, Kent. Souvenir du 5 octobre 1858 (vers 1858), Londres, Tate Britain.
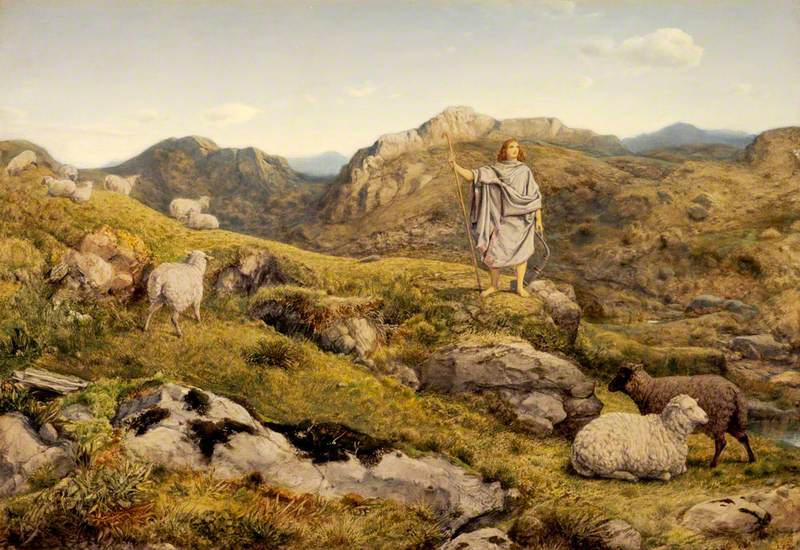
David dans le désert  (vers 1860), Édimbourg, Galerie nationale d'Écosse.

### Source
- (en) Cet article est partiellement ou en totalité issu de l’article de Wikipédia en anglais intitulé « William Dyce » (voir la liste des auteurs).